# San Pascual (Masbate)
San Pascual (Bayan ng San Pascual) är en kommun i Filippinerna. Kommunen tillhör provinsen Masbate och ligger på ön med samma namn. Folkmängden uppgår till 46 674 invånare år 2015.

## Barangayer
San Pascual är indelat i 22 barangayer.
| - Boca Chica - Bolod (Pob.) - Busing - Dangcalan - Halabangbaybay - Iniwaran - Ki-Buaya (Rizal) - Ki-Romero (Roxas) - Laurente - Mabini - Mabuhay | - Mapanique - Nazareno - Pinamasingan - Quintina - San Jose - San Pedro - San Rafael - Santa Cruz - Terraplin (Pob.) - Cueva - Malaking Ilog |